# 1911 au Manitoba
Chronologie du Manitoba
- 1907
- 1908
- 1909
- 1910
- 1911
- 1912
- 1913
- 1914
- 1915

Cette page concerne des événements d'actualité qui se sont produits durant l'année 1911 dans la province canadienne du Manitoba.

## Politique

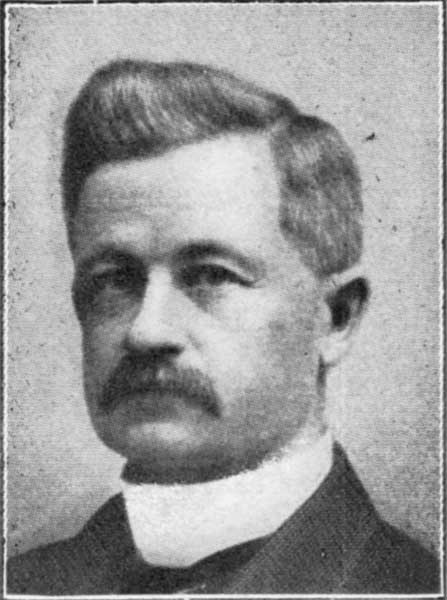
Douglas Colin Cameron

- Premier ministre : Rodmond Palen Roblin
- Chef de l'Opposition :
- Lieutenant-gouverneur : Daniel Hunter McMillan puis Douglas Colin Cameron
- Législature :

## Naissances
- 11 mai : Mitchell William Sharp (né à Winnipeg, décédé le 19 mars 2004) est un homme politique et un ministre canadien.

- 20 juin : Ralph « Scotty » Bowman (né à Winnipeg — mort le 22 octobre 1990) est un joueur professionnel de hockey sur glace[1].

- 12 décembre : William Kenneth « Bill » MacKenzie (né à Winnipeg - décédé le 29 mai 1990) était un joueur professionnel de hockey sur glace canadien. Il évoluait au poste de défenseur[2].